# Clean Energy Sourcing
Die BayWa r.e. Clean Energy Sourcing GmbH (Kurzname: BayWa r.e. CLENS) ist ein deutsches, auf Energiedienstleistungen spezialisiertes Unternehmen. Das operative Geschäft der BayWa r.e. CLENS fußt auf den Standbeinen Grünstromversorgung für Industrie- und Gewerbekunden, Direktvermarktung und Flexibilitätsmanagement. Im Rahmen des Flexibilitätsmanagements steuert das Unternehmen flexible Erzeugungsanlagen, Stromverbraucher und Stromspeicher über ein Virtuelles Kraftwerk, das auf der Systemplattform EC24 basiert. Hierdurch ermöglicht BayWa r.e CLENS eine strompreisoptimierte Erzeugung bzw. Verbrauch der an das Virtuelle Kraftwerk angebundenen Aggregate.
Am 1. Februar 2016 wurde bekanntgegeben, dass der italienische Energiedienstleister Innowatio und CLENS sich zusammengeschlossen haben. Damit entstand ein neues Energieunternehmen mit 1,5 Milliarden Euro Umsatz, 230 Beschäftigten und einem jährlichen Energieabsatz von 22 Milliarden Kilowattstunden.
Mitte November musste die CLENS Gruppe inkl. der Innowatio GmbH Insolvenz anmelden.
Am 8. Dezember 2017 hat BayWa r.e. mit dem Insolvenzverwalter Dr. Philipp Hackländer, White & Case, einen Vertrag zur Übernahme des Geschäftsbetriebs der insolventen CLENS Gruppe vereinbart. Mit dem Vollzug der Transaktion gingen die Dienstleistungsverträge sowie die Verträge der 65 Mitarbeiter, die IT-Infrastruktur und die Büros in Leipzig und Frankfurt a. M. auf die neu gegründete C.E.T. Clean Energy Trading GmbH (CET) über, die anschließend komplett von der BayWa r.e. übernommen wurde. Somit führt die CET den Geschäftsbetrieb der CLENS unter dem Dach der BayWa r.e. weiter.